# Загађење подземних вода
Загађење подземних вода настаје када се загађујуће материје испуштају у земљу и у подземне воде. Ова врста загађења воде може се појавити и природно због присуства нежељеног састојка, загађујуће материје или нечистоће у подземној води.
Загађујућа материја често ствара загађујући стуб у водоносном слоју. Кретање воде и дисперзија унутар водоносног слоја шири загађујућу материју на ширем подручју. Напредујућа ивица стуба може се укрштати са бунарима подземне воде или површинским водама и изворима, што залихе воде чини небезбедним за људе и животиње. Кретање стуба, названо фронт стуба, може се анализирати путем хидролошког транспортног модела или модела подземне воде. Анализа загађења подземних вода може се усредсредити на карактеристике тла и геологију локалитета, хидрогеологију, хидрологију и природу загађујуће материје.
Загађење може настати из канализационих система на локацији депонија, отпадних вода из постројења за пречишћавање отпадних вода, из канализације која цури, бензинских пумпи или због прекомерне примене ђубрива у пољопривреди. До загађења (или контаминације) може доћи и загађујућим материјама које се јављају у природи, попут арсена или флуорида. Коришћење загађених подземних вода изазива опасност по јавно здравље због тровања или ширења болести.
Различити механизми утичу на транспорт загађујућих материја у подземној води, нпр. дифузија, адсорпција, падавине, разлагање. Интеракција загађења подземних вода са површинским водама анализира се коришћењем хидролошких транспортних модела.

## Врсте загађујућих материја
Загађујуће материје пронађене у подземним водама покривају широк спектар физичких, неорганских хемијских, органских хемијских, бактериолошких и радиоактивних параметара. У принципу, многе од истих загађујућих материја које играју улогу у загађењу површинских вода такође се могу наћи у загађеним подземним водама, иако се њихов значај може разликовати.

### Арсен и флуориди
Светска здравствена организација (СЗО) препознала је арсен и флуориде као најозбиљније неорганске загађујуће материје у води за пиће на светском нивоу.
Неоргански арсен је најчешћа врста арсена у земљи и води. Металоидни арсен може се природно појавити у подземним водама, што се најчешће среће у Азији, укључујући Кину, Индију и Бангладеш. У Ганшкој равници на северу Индије и Бангладеша озбиљна контаминација подземних вода природним арсеном погађа 25% водених бунара у плићем од два регионална водоносна слоја. Подземне воде у овим областима су такође загађене употребом пестицида на бази арсена.
Арсен у подземној води такође може бити присутан тамо где се обављају рударске радње или постоје  депоније рудничког отпада који садржи арсен.
Природни флуорид у подземним водама изазива све већу забринутост јер се користи дубља подземна вода, „са више од 200 милиона људи под ризиком од питке воде са повишеним концентрацијама“. Флуорид се нарочито може ослободити из киселих вулканских стена и распршеног вулканског пепела када је тврдоћа воде ниска. Висок ниво флуорида у подземним водама озбиљан је проблем у аргентинским Пампама, Чилеу, Мексику, Индији, Пакистану, источној Африци и на неким вулканским острвима (Тенерифе).
У подручјима која имају природни висок ниво флуорида у подземној води која се користи за пиће, и зубна и скелетна флуороза могу бити раширене и тешке.

### Патогени
Недостатак одговарајућих санитарних мера, као и непрописно постављени бунари, могу довести да воде за пиће буду загађене патогенима који се преносе преко измета и урина. Тако изазване  болести укључују тифус, колеру и дијареју. Од четири типа патогена који су присутни у измету (бактерије, вируси, протозое и хелминти или јаја хелминта), прва три се обично могу наћи у загађеној подземној води, док се релативно велика јаја хелминта обично издвоје на честицама земље.
Дубоке, затворене издани се обично сматрају најсигурнијим извором воде за пиће с обзиром на патогене. Патогени из пречишћених или неочишћених отпадних вода могу контаминирати одређене, посебно плитке водоносне слојеве.

### Нитрати
Нитрати су најчешћи хемијски загађивачи у подземним водама и изданима света. У неким земљама са ниским приходима нивои нитрата у подземним водама су изузетно високи, што узрокује значајне здравствене проблеме. Такође су стабилни (не разграђује се) под условима високог садржаја кисеоника.
Нивои нитрата изнад 10 mg/l (10 ппм) у подземној води могу изазвати „синдром плаве бебе“ (стечена метхемоглобинемија). Стандарди квалитета воде за пиће у Европској унији предвиђају мање од 50 mg/l за нитрате у води за пиће.
Међутим, везе између нитрата у води за пиће и синдрома плаве бебе оспораване су у неким студијама. Избијање синдрома може бити последица других фактора осим повишене концентрације нитрата у води за пиће.
Повишени нивои нитрата у подземним водама могу бити узроковани одлагањем муља из канализације и пољопривредним активностима.

### Органска једињења
Испарљива органска једињења опасне су загађујуће материје подземних вода. У животну средину се углавном уносе непажљивим индустријским активностима. За многа од ових једињења није било познато да су штетна до касних 1960-их и прошло је неко време пре него што су редовна испитивања подземних вода идентификовала ове супстанце у изворима воде за пиће.
Примарне органске загађујуће материје пронађене у подземној води укључују ароматичне угљоводонике (компоненте бензина) као што су бензен, толуен, етилбензен и ксилени) и хлорисани растварачи, укључујући тетрахлоретилен, трихлоретилен (хемијско чишћење, одмашћивање метала) и винил хлорид.
Остали органски загађивачи присутни у подземној води и који потичу из индустријских активности су полициклични ароматични угљоводоници. Због своје молекуларне тежине, нафтален је најрастворљивији и најпокретљивији у подземној води, док је бензо(а)пирен најотровнији. Они се углавном производе као нуспроизводи непотпуног сагоревања органске материје.
Органски загађивачи се такође могу наћи у подземним водама као инсектициди и хербициди. Као и многа друга синтетичка органска једињења, већина пестицида има врло сложене молекуларне структуре. Ова сложеност одређује растворљивост у води, капацитет адсорпције и покретљивост пестицида у систему подземних вода. Дакле, неке врсте пестицида су покретније од других, тако да могу лакше доћи до извора питке воде.

### Метали
Неколико метала у траговима се природно јавља у одређеним стенским формацијама и може ући у животну средину природним процесима попут временских утицаја. Међутим, индустријске активности попут рударства, металургије, одлагања чврстог отпада, фарбања и емајлирања итд. могу довести до повишених концентрација токсичних метала, укључујући олово, кадмијум и хром. Ови загађивачи имају потенцијал да се пробију у подземне воде.
На миграцију метала (и металоида) у подземне воде утиче неколико фактора, посебно хемијске реакције које одређују расподелу загађујућих материја међу различитим фазама и врстама. Дакле, покретљивост метала првенствено зависи од рН и редокс стања подземне воде.

### Фармацеутски производи
Трагови фармацеутских средстава из пречишћене отпадне воде која се инфилтрира у водоносни слој спадају међу новонастале загађиваче подземне воде који се проучавају широм Сједињених Држава. Популарни фармацеутски производи попут антибиотика, антифламаторних средстава, антидепресива, деконгестива, средстава за смирење итд. се обично налазе у пречишћеним отпадним водама. Ова отпадна вода се испушта из постројења за пречишћавање и често се пробија у водоносни слој или извор површинске воде која се користи за пијаћу воду.
Количина лекова у траговима и у подземним и у површинским водама је далеко испод онога што се у већини подручја сматра опасним или забрињавајућим, али то може представљати све већи проблем како становништво расте и што се више обновљених отпадних вода користи за комуналне водоснабдевање.

### Остало
Остали органски загађивачи укључују низ органохалида и других хемијских једињења, нафтне угљоводонике, разна хемијска једињења која се налазе у производима за личну хигијену и козметику, лекове. Неорганске загађујуће материје могу да укључују друге нутријенте као што су амонијак и фосфат, и радионуклиди попут уранијума  или радона који су природно присутни у неким геолошким формацијама.
Загађење подземних вода је светски проблем. Студија о квалитету подземних вода главних водоносника Сједињених Држава спроведена између 1991. и 2004. године, показала је да 23% домаћих бунара има садржај загађујућих материја на нивоима већим од референтних вредности за људско здравље. Друго истраживање сугерише да су главни проблеми загађења подземних вода у Африци, с обзиром на редослед важности, (1) загађење нитратима, (2) патогени агенси, (3) органско загађење, (4) заслањивање и (5) одводњавање из рудника.

## Узроци
Узроци загађења подземних вода укључују следеће:
- Природни (геогени) узроци
- Санитарни системи на лицу места
- Канализација и муљ из канализације
- Ђубрива и пестициди
- Комерцијална и индустријска цурења
- Хидраулична ломљења
- Процедне воде депоније
- Остало

### Природни (геогени) узроци
„Геогени“ се односи на природне појаве као резултат геолошких процеса.
До природног загађења арсеном долази јер седименти водоносних слојева садрже органске материје које стварају анаеробне услове у водоносном слоју. Ови услови резултирају микробиолошким растварањем оксида гвожђа у седименту и, даље, ослобађањем арсена, који је нормално снажно везан за оксиде гвожђа, у воду. Арсен се налази у подземним водама најчешће као редуковани арсенит и оксидисани арсенат, при чему је акутна токсичност арсенита нешто већа од арсената. Испитивања СЗО указала су да је 20% од 25.000 бушотина тестираних у Бангладешу имало концентрацију арсена већу од 50 μg/l.
Појава флуорида је уско повезана са обиљем и растворљивошћу минерала који садрже флуор, као што је флуорит. Значајно високе концентрације флуорида у подземној води типично су узроковане недостатком калцијума у водоносном слоју. Здравствени проблеми повезани са зубном флуорозом могу се јавити када концентрације флуора у подземној води пређу 1,5 mg/l, што је смерница СЗО од 1984.
Швајцарски савезни институт за науку и технологију воде недавно је развио интерактивну платформу за процену подземних вода, где се геогени ризик од контаминације у одређеном подручју може проценити коришћењем геолошких, топографских и других еколошких података без потребе за испитивањем узорака из сваког појединачног ресурса подземних вода. Ова алатка такође омогућава кориснику да направи мапирање ризика вероватноће и за арсен и за флуориде.
Високе концентрације параметара попут салинитета, гвожђа, мангана, уранијума, радона и хрома, у подземним водама, такође могу бити геогеног порекла. Ови загађивачи могу бити важни локално, али нису толико раширени као арсен и флуориди.

### Санитарни системи на лицу места
Загађење подземних вода патогенима и нитратима такође може настати течностима које се инфилтрирају у земљу из канализационих система на локацији, као што су тоалети и септичке јаме, а у зависности од густине насељености и хидрогеолошких услова.
Фактори који контролишу судбину и транспорт патогена су прилично сложени и интеракција међу њима није добро позната. Ако се занемаре локални хидрогеолошки услови (који се могу разликовати у распону од неколико квадратних километара), једноставне санитарне инфраструктуре на месту, као што су септичке јаме, могу изазвати значајне ризике по јавно здравље због контаминиране подземне воде.
Течности се испиру из јаме и пролазе кроз незасићену зону тла (која није у потпуности напуњена водом). После тога, течности из јаме улазе у подземне воде где могу довести до загађења подземних вода. Ово је проблем ако се оближњи бунар користи за подземну воду за пиће. Током проласка кроз тло, патогени могу одумрети или се значајно адсорбовати, углавном у зависности од времена путовања између јаме и бунара. Већина, али не сви патогени, умиру у року од 50 дана од путовања кроз подземље.
Степен уклањања патогена снажно варира у зависности од типа тла, типа аквифера, удаљености и других фактора околине. На пример, незасићена зона се „опере“ током дужих периода јаке кише, пружајући хидраулички пут за брзи пролазак патогена. Тешко је проценити сигурну удаљеност између захода или септичке јаме и извора воде. У сваком случају, такве препоруке о безбедној удаљености углавном се игноришу код оних који граде тоалете. Поред тога, парцеле за домаћинство су ограничене, па се стога заходи за јаме често граде много ближе бунарима подземне воде од онога што се може сматрати сигурним.

### Канализација и муљ из канализације
Загађење подземних вода може бити узроковано  испуштањем необрађеног отпада што доводи до болести попут лезија коже, крваве дијареје и дерматитиса. Ово је чешће на локацијама са ограниченом инфраструктуром за пречишћавање отпадних вода или тамо где постоје системски кварови на систему одвођења канализације на лицу места. Заједно са патогенима и хранљивим састојцима, неочишћена канализација такође може имати велико оптерећење тешким металима који могу процурити у систем подземних вода.
Пречишћени ефлуент из постројења за пречишћавање отпадних вода такође може доћи до водоносног слоја ако се отпадни вода инфилтрира или испушта у локална површинска водна тела. Стога оне супстанце које се не уклањају у конвенционалним постројењима за пречишћавање отпадних вода могу доћи и до подземних вода. На пример, детектоване концентрације фармацеутских остатака у подземној води биле су око 50 mg/l на неколико локација у Немачкој. То је зато што се у конвенционалним постројењима за пречишћавање канализације микрозагађивачи попут хормона, фармацеутских остатака и других микрозагађивача садржаних у урину и измету само делимично уклањају, а остатак испушта у површинске воде, одакле такође може доћи до подземне воде.
До загађења подземних вода може доћи и због цурења канализације, што је примећено на пример у Немачкој. То такође може довести до потенцијалне унакрсне контаминације залиха воде за пиће.
Распршивање отпадних вода или канализационог муља у пољопривреди такође може бити укључено као извор контаминације у подземним водама.

### Ђубрива и пестициди
Нитрати такође могу ући у подземне воде прекомерном употребом ђубрива, укључујући расипање стајњака. То је зато што се само део ђубрива на бази азота претвара у производе и друге биљне материје. Остатак се акумулира у земљишту или губи као отицање. Висока стопа примене ђубрива која садрже азот у комбинацији са великом растворљивошћу нитрата у води доводи до повећаног отицања у површинске воде, као и до испирања у подземне воде, што узрокује загађење подземних вода. Прекомерна употреба ђубрива која садрже азот (била она синтетичка или природна) је посебно штетна, јер се већина азота који биљке не узимају трансформише у нитрат који се лако излужује.
Хранљиве материје, посебно нитрати, у ђубривима могу створити проблеме природним стаништима и људском здрављу ако се испирају из земље у водотоке или испирају кроз земљу у подземне воде. Интензивна употреба азотних ђубрива у системима за производњу усева највише доприноси антропогеном азоту у подземним водама широм света.
Хранилишта/животињски торови такође могу довести до потенцијалног испирања азота и метала у подземне воде. Прекомерна примена животињског стајњака такође може довести до загађења подземних вода фармацеутским остацима добијеним од ветеринарских лекова.
Америчка агенција за заштиту животне средине (ЕПА) и Европска комисија озбиљно се баве проблемом нитрата који је повезан са пољопривредним развојем, као великим проблемом водоснабдевања који захтева одговарајуће управљање.
Појава пестицида у подземним водама узрокујује здравствене проблеме људи. Концентрације пестицида пронађене у подземној води су обично ниске, али често су и регулаторне границе засноване на здрављу људи такође врло ниске. Чини се да је органофосфорни инсектицид монокротофос један од ретко опасних, постојаних, растворљивих и покретних (не везује се са минералима у земљишту) пестицида који могу доћи до извора воде за пиће. Генерално, открива се све више пестицидних једињења како су програми праћења квалитета подземних вода постали све обимнији; међутим, много мање праћења је спроведено у земљама у развоју због високих трошкова анализе.

### Комерцијална и индустријска цурења
Широк спектар анорганских и органских загађујућих материја пронађен је у подземним изданима због комерцијалних и индустријских активности.
Постројења за рударство и прераду метала примарно су одговорна за присуство метала у подземним водама антропогеног порекла, укључујући арсен. Низак рН повезан са дренажом киселина из рудника доприноси растворљивости потенцијалних токсичних метала који на крају могу ући у систем подземних вода.
Све је већа забринутост због загађења подземних вода бензином који цури из подземних резервоара за складиштење нафте бензинских пумпи. Ароматични угљоводоници, укључујући бензен, имају густину нижу од воде (1 г/мл). Слично изливању нафте на море, фаза која се не меша, „плутаће“ по воденом слоју у издани.
Хлорисани растварачи се користе у скоро свакој индустријској пракси где су потребни одстрањивачи масти. Тетрахлоретилен је високо коришћен растварач у индустрији хемијског чишћења због своје ефикасности чишћења и релативно ниске цене. Такође се користи за операције одмашћивања метала. Будући да је врло испарљив, чешће се налази у подземним него у површинским водама. 
Многе врсте растварача такође могу бити илегално одложене, временом цурећи у систем подземних вода.
Постројења за обраду дрвета такође испуштају инсектициде попут пентахлорофенола и креозота у животну средину, утичући на ресурсе подземне воде.

### Хидрауличко фрактурирање
Пораст броја бунара хидрауличног фрактурирања у Сједињеним Државама изазвао је забринутост у вези са потенцијалним ризицима од загађења ресурса подземних вода. Иако је могуће извршити хидраулично фрактурирање без значајног утицаја на ресурсе подземних вода ако су успостављене строге контроле и мере управљања квалитетом, постоји низ случајева када је примећено загађење подземних вода услед неправилног руковања или техничких кварова.
Иако ЕПА није пронашла значајне доказе о широко распрострањеном, систематском утицају на воду за пиће хидрауличким фрактурирањем, то може бити због недовољних систематских података о квалитету воде за пиће пре и после хидрауличког фрактурирања, као и због присуства других извора загађења која онемогућавају везу између вађења нафте и гаса из шкриљаца и његовог утицаја.
Упркос недостатку дубоко раширених доказа ЕПА-е, други истраживачи су направили значајна запажања пораста загађења подземних вода у непосредној близини главних места бушења нафте/плина из шкриљаца која се налазе у Марцелусу  (Британска Колумбија, Канада). У кругу од једног километра од ових специфичних места, плитке воде за пиће непрекидно показују веће концентрације метана, етана и пропана од нормалних. Претпоставља се да је ово загађење резултат цурења, квара или неправилно инсталираних кућишта гасних бушотина.
Даље, теоретише се да би контаминација такође могла бити резултат капиларне миграције дубоке резидуалне хипер-слане воде и течности за хидраулично фрактурирање, која полако тече кроз пукотине док коначно не ступи у контакт са ресурсима подземних вода; међутим, многи истраживачи тврде да је пропустљивост стена које прекривају формације шкриљаца прениска да би се то икада могло догодити у довољној мери. Да би се ова теорија коначно доказала, морали би постојати трагови токсичних трихалометана, јер су они често повезани са присуством залуталих гасова и обично се јављају заједно са високим концентрацијама халогена у хипер-сланим водама. Поред тога, високо слане воде су уобичајена природна карактеристика у дубоким системима подземних вода.

### Процедне воде депоније
Процедне воде са санитарних депонија могу довести до загађења подземних вода. Хемикалије могу доћи до подземних вода преко падавина и отицањем воде. Нове депоније морају бити обложене глином или другим синтетичким материјалом, ради заштите околне подземне воде. Међутим, старије депоније немају ове мере и често су у близини површинских вода и у пропусним земљиштима. Затворене депоније и даље могу представљати претњу подземним водама ако се пре затварања не покрију непропусним материјалом како би се спречило цурење загађујућих материја.

### Прекомерно пумпање
Сателитски подаци у делтиМеконга у Вијетнаму пружили су доказе да прекомерно пумпање подземних вода доводи до слегања земљишта као и последичног ослобађања арсена и других тешких метала. Арсен је нађен у глиновитим слојевима. Већина пумпаних подземних вода путује кроз песак и шљунак са ниском концентрацијом арсена. Међутим, током прекомерног пумпања, високи вертикални градијент извлачи воду из мање пропустљивих глина, подстичући тако испуштање арсена у воду.

### Остало
Загађење подземних вода може бити узроковано изливањем хемикалија из комерцијалних или индустријских погона, изливањем хемикалија који се јављају током транспорта (нпр. дизел горива), илегалним одлагањем отпада, инфилтрацијом из градске канализације или рударских радова, посипањем соли на путевима, хемикалијама за одлеђивање са аеродрома, па чак и загађивачима атмосфере јер су подземне воде део хидролошког циклуса.
Сахрањивање лешева и њихова накнадна деградација такође могу представљати ризик од загађења подземних вода.

## Механизми
Пролазак воде кроз подземље може пружити поуздану природну препреку загађивању, али делује само под повољним условима.
Стратиграфија подручја игра важну улогу у транспорту загађивача. Подручје може имати слојеве песковитог тла, ломљену подлогу, глину или тврду површину. Подручја крашке топографије на кречњачкој подлози понекад су осетљива на површинско загађење подземним водама. Земљотреси такође могу бити пут за улазак загађивача према издани. Услови водостаја су од велике важности за залихе воде за пиће, наводњавање пољопривреде, одлагање отпада (укључујући нуклеарни отпад), станишта дивљих животиња и друга еколошка питања.
Многе хемикалије пролазе кроз реактивно пропадање или хемијске промене, посебно током дужих временских периода у резервоарима подземне воде. Класа таквих хемикалија вредна пажње су хлоровани угљоводоници попут трихлоретилена и тетрахлоретилена.

### Интеракције са површинским водама
Иако су међусобно повезане, површинске и подземне воде често су проучаване и њима се управља као засебним ресурсима. Површинске воде продиру кроз тло и постају подземне воде. Супротно томе, подземне воде такође могу напајати изворе површинских вода. Извори загађења површинских вода углавном се групишу у две категорије на основу свог порекла (тачкасти и нетачкасти извори).
Интеракције између подземних и површинских вода су сложене. Сходно томе, загађење подземних вода није тако лако класификовати као загађење површинских вода. По својој природи, издани подземне воде су подложни контаминацији из извора који можда неће директно утицати на површинска водна тела, а разлика између тачкастих и нетачкастих извора може бити неважна.

## Превенција

### Принцип предострожности
Принцип предострожности, развијен из принципа 15 Декларације из Рија о животној средини и развоју, важан је у заштити ресурса подземних вода од загађења. Принцип предострожности предвиђа да „тамо где постоје претње неповратном штетом, недостатак пуне научне сигурности неће се користити као разлог за одлагање исплативих мера за спречавање деградације животне средине“..
Један од шест основних принципа политике о водама Европске уније (ЕУ) је примена принципа предострожности.

### Мониторинг квалитета подземних вода
Програми праћења квалитета подземних вода редовно се спроводе у многим земљама света. Они су важне компоненте за разумевање хидрогеолошког система и за развој концептуалних модела и мапа угрожености издани.

### Зонирање земљишта за заштиту подземних вода
Развој географских мапа за коришћење земљишта спроводило је неколико агенција за воде у различитим размерама широм света. Постоје две врсте мапа за зонирање: мапе угрожености издани и мапе заштите извора.

### Лоцирање санитарних система на лицу места
Како се ефекти на здравље већине токсичних хемикалија јављају након дужег излагања, ризик од хемикалија по здравље је генерално мањи од ризика од патогена. Стога је квалитет мера заштите извора важна компонента у контроли да ли патогени могу бити присутни у коначној води за пиће.
Санитарни системи на локацији могу се пројектовати на такав начин да се спречи да дође до загађења подземних вода из ових санитарних система. Детаљне смернице су развијене за процену сигурне удаљености како би се извори подземних вода заштитили од загађења од санитарних система на лицу мјеста.

### Законодавство
Институционална и правна питања су пресудна за утврђивање успеха или неуспеха политика и стратегија заштите подземних вода.

## Управљање
Опције за санацију контаминиране подземне воде могу се групирати у следеће категорије:
- ограничавање загађујућих материја да би се спречила даља мигриција
- уклањање загађујућих материја из водоносног слоја
- санација водоносног слоја имобилизацијом или детоксикацијом загађујућих материја док су још увек у водоносном слоју (на лицу места)
- третирање подземних вода на њиховом месту употребе
- напуштање употребе подземних вода ове издани и проналажење алтернативног извора воде

### Третман на месту употребе
Преносни уређаји за пречишћавање воде или системи за пречишћавање воде „на месту употребе“ и технике дезинфекције воде могу се користити за уклањање неких облика загађења подземних вода пре пијења. Доступни су многи комерцијални преносни системи за пречишћавање воде или хемијски адитиви који могу уклонити патогене, хлор, лош укус, мирисе и тешке метале попут олова и живе.
Технике укључују кување, филтрирање, апсорпцију активним угљем, хемијску дезинфекцију, ултраљубичасто пречишћавање, дезинфекцију воде озоном, соларну дезинфекцију воде, соларну дестилацију, домаће филтере за воду.
Филтери за уклањање арсена наменске су технологије које се обично инсталирају за уклањање арсена. Многе од ових технологија захтевају капитална улагања и дугорочно одржавање. Корисници обично напуштају филтере у Бангладешу због њихове високе цене и сложеног одржавања, које је такође прилично скупо.

### Санација подземних вода
Загађење подземних вода је много теже умањити од загађења на површини, јер подземне воде могу да прелазе велике удаљености кроз невидљиве издани. Непорозни водоносни слојеви као што су глине делимично пречишћавају воду од бактерија једноставним филтрирањем (адсорпција и апсорпција), разблаживањем и, у неким случајевима, хемијским реакцијама и биолошком активношћу; међутим, у неким случајевима загађујуће материје воде се само трансформишу у загађујуће материје тла. Подземна вода која се креће кроз отворене геолошке преломе и пећине не филтрира се и може се транспортовати лако као и површинска вода. Заправо, ово може да погорша људска тенденција да природне вртаче користи као депоније на подручјима крашке топографије.
Загађујуће материје се могу уклонити из подземне воде применом различитих техника чиме се чини сигурном за употребу. Технике пречишћавања подземне воде (или санације) обухватају биолошке, хемијске и физичке технологије пречишћавања. Већина техника пречишћавања подземних вода користи комбинацију технологија. Неке технике хемијског третмана укључују убризгавање озона и кисеоника, хемијско таложење, мембранско раздвајање, размену јона, апсорпцију помоћу угља, хемијску оксидацију и опоравак помоћу површински активних средстава. Неке хемијске технике могу се применити помоћу наноматеријала. Технике физичког третмана укључују, али се не ограничавају на, пумпање и третирање, убацивање компримованог ваздуха и двофазну екстракцију.

### Напуштање
Ако се третман или санација загађене подземне воде сматра претешким или скупим, тада је напуштање употребе подземних вода овог водоносног слоја и проналажење алтернативног извора воде једина могућа опција.